# Temesvölgye
Temesvölgye románul: Vălișoara, falu Romániában, a Bánságban, Krassó-Szörény megyében.

## Fekvése
Karánsebestől délre, a Temes jobb parti út mellett fekvő település.

## Története
Temesvölgye, Valisora nevét 1468-ban említette először oklevél Walyssora in districtu Karansebes formában, Mátyás király oklevelében.
1486-ban Walissora, 1503-ban Waliswara, 1613-ban Valicswar, 1808-ban
Vallisora, Vallishora, 1888: Vályisora  (Valisorra), 1913-ban Temesvölgye néven volt említve.
1468-ban Mátyás király az aradi káptalan által Örményesi Lászlónak, Lajosnak és Macskásy Jakabnak új adományt ad Valisora, Bokosnitza és más birtokára.
1486-ban ugyancsak Mátyás király  Walissora és Plesiva faluban levő királyi
jogot Gerlistyei Jakabnak és Istvánnak adományozta.
1503-ban II. Ulászló jóváhagyta Margai György és Horváth Miklós királyi főlovászmester özvegyének Orsolyának a karánsebesi kerületben fekvő  Waliswara, Kopács, Zlakna, Zlospatakanevű birtokrészeinek cseréjét.
Az özvegy azonban a cserébe kapott birtokrészeket később eladta Gerlistyei Jakab szörényi bánnak és örököseinek, ebből nagy per keletkezett, melybe később Gerlistyei Péter és György is beavatkoztak.
A perrel kapcsolatban 1569 decemberében II. János olyan ítéletet, hozott, mely szerint Gerlistyei György és Péter a leányágnak; Fiáth Annának, Marsinai Ferencnek, és Ombozy Györgynek, Prilipecz és Gerlistye egész faluból és Valisora részbirtokból a leánynegyedet készpénzben fizessék ki.
Az 1717 évi összeírás szerint a község 26 házból állt, és 1769-ben a zsupaneki zászlóalj alakulásakor kincstári birtok maradt, később pedig előbb az oláh-illír ezredhez tartozott, melyből később az oláh-bánsági határőrezred keletkezett. Az utóbbiban Valísora a szlatínai századhoz tartozott, a végvidék feloszlása után pedig a karánsebes járáshoz csatoltatott.
1791-ig a falu a Valisora patak forrásánál feküdt, a Szeliste-nek nevezett helyen, innét 1819-ben a gyakori áradások miatt az országút mellé a Sebest-hegy aljára, mai helyére költözött át.
A trianoni békeszerződés előtt Krassó-Szörény vármegye Karánsebesi járásához tartozott.
1910-ben 1109 lakosából 9 magyar, 1084 román volt. Ebből 13 római katolikus, 1094 görög keleti ortodox volt.

## Források

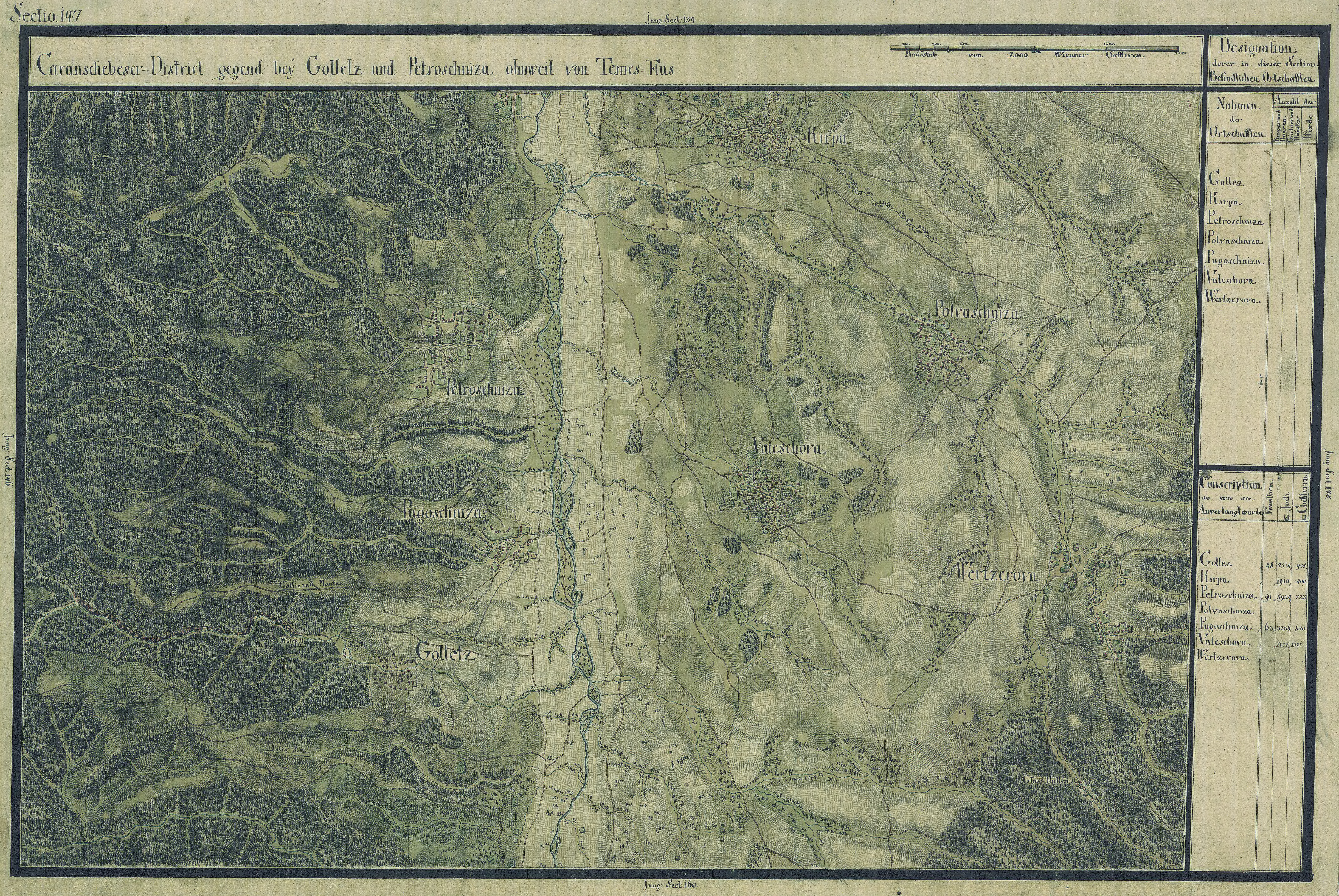
Temesvölgye, Valisora egy régi, az 1700-as évekből való térképen